# Die Burgen von Burgund
Die Burgen von Burgund ist ein Brettspiel vom Typ eines Aufbauspiels, das von Spieleautor Stefan Feld erfunden und 2011 von alea/Ravensburger verlegt wurde. Das Spiel für zwei bis vier Spieler ab 12 Jahren dauert etwa 90 Minuten.
Es stand 2011 auf der Empfehlungsliste zum Spiel des Jahres und erreichte Platz 2 beim Deutschen Spiele Preis. Beim International Gamers Award wurde es im selben Jahr in der Kategorie „Strategiespiel für mehr als zwei Personen“ nominiert. Weiter wurde es zum französischen Spielpreis As d’Or – Jeu de l’Année 2012 nominiert.
Die Rahmenhandlung spielt am französischen Fluss Loire in der Grafschaft Burgund. Entlang dem Fluss reihen sich Fürstentümer auf, die die über 400 Schlösser der Loire errichtet haben. Im Spiel ist davon außer der hohen Anzahl an Burgen nur das blaue Band des Flusses enthalten, das sich quer durch die Spielbretter zieht.
Jeder Spieler baut ein eigenes Fürstentum aus, beginnend mit einer zentralen Burg. Dazu legt er Ausbauplättchen auf sein Spielbrett. Diese repräsentieren Siedlungselemente aus verschiedenen Gebäudetypen, weitere Burgen, Weideflächen oder Bergwerke. Ein Spieler kann auch bis zu sechs Plättchen auslegen, die Schiffe darstellen und Handelswaren einbringen. Zudem gibt es Wissens-Plättchen, die Zivilisation und Fortschritt darstellen und Sonderfunktionen in folgenden Spielrunden oder in der Schlusswertung bewirken. Man verkauft Waren und kauft weitere Ausbaukärtchen. Die jeweiligen Handlungsmöglichkeiten werden durch Würfel gesteuert.

## Idee und Ausstattung
Die Spieler wetteifern darum, das erfolgreichste Fürstentum zu errichten. Dazu hat jeder Teilnehmer ein eigenes, identisches Spielbrett mit dem Fürstentum aus sechseckigen Waben, von dem am Spielbeginn nur das mittlere Feld mit einer Burg belegt wird. Rechts sind Ablagefelder für den Geldvorrat in Silberlingen, das Warenlager, das zu jedem Zeitpunkt maximal drei Warenarten aufnehmen kann, ein Feld für die Arbeiter und drei Felder, in denen ein Spieler Ausbauplättchen in Vorrat halten kann, bevor er sie mit einem passenden Würfelwert im Fürstentum baut. Das zentrale Spielfeld hat die je sechs Lager für Waren und Spielplättchen, die jeweils einem Würfelwert zugeordnet sind, sowie das zentrale schwarze Lager, dessen Spielplättchen anstelle einer anderen Aktion gekauft werden können. Außerdem sind die Vorräte an Waren für die aktuelle Runde und für die weiteren Phasen abgebildet sowie zwei Zählleisten.
Alle Spielelemente sind aus Pappe und in hellen Farben gehalten. Zählsteine und Würfel sind aus Holz und haben die jeweilige Farbe der Spieler. Der zusätzliche Würfel des Startspielers ist weiß.

## Spielablauf
Jedes Spiel besteht aus fünf Phasen. Jede Phase hat fünf Runden. Eine Runde beginnt damit, dass alle Spieler gleichzeitig ihre zwei farbigen Würfel werfen, der Startspieler wirft zudem den weißen Würfel.
Der weiße Würfel bestimmt, in welches der sechs Lager eine neue Handelsware gelegt wird. Anschließend nutzen die Spieler reihum die Punkte ihrer beiden Würfel. Sie können mit jedem Würfel eine Aktion ausführen. In allen Fällen kann die Augenzahl des Wurfes durch als Arbeiter bezeichnete Funktionskärtchen erhöht oder gesenkt werden. Ein Spieler kann ein Ausbauplättchen aus dem Lager mit der entsprechenden Würfelzahl in seinen Vorrat nehmen. Oder er baut ein Plättchen aus seinem Vorrat in ein Feld mit der entsprechenden Farbe für den Typ des dorthin passenden Plättchens und der Würfelzahl auf seiner Fürstentumskarte. Baut er ein Plättchen, folgt sofort eine Auswertung der Funktion dieses Plättchens. Außerdem kann er Waren in seinem Besitz verkaufen oder er erwirbt neue Arbeiter. Wer ein Schiff auslegt, bekommt nicht nur die Waren aus einem Lager seiner Wahl, sondern rückt auch in einer separaten Zählleiste um einen Schritt vor, die den Startspieler und die Reihenfolge der Spieler bestimmt.
Anschließend beginnt mit dem Würfeln die nächste Runde. Nach fünf Runden werden alle noch auf dem zentralen Spielbrett liegenden Waren und Plättchen abgeräumt, die Plättchenlager werden aus dem Vorrat neu befüllt und der Warenstapel für die nächste Phase wird ausgebreitet. Dann werden Funktionen einiger Plättchen ausgeführt, so erhalten Spieler je einen Silberling pro bereits verbautem Bergwerk. Anschließend beginnt die erste Runde der neuen Phase mit einem Würfelwurf.
Einige Kärtchen geben bereits während des Spiels Siegpunkte. Außerdem gibt es Punkte, wenn man ein zusammenhängendes Gebiet gleichfarbiger Felder vollständig bebaut hat. Zusätzliche Punkte erhalten der erste und der zweite Spieler, der alle Felder einer Farbe in seinem Fürstentums bebaut hat. Die Siegpunkte werden auf einer umlaufenden Leiste gezählt. In der Schlusswertung werden Silberlinge, Warenbestände und vorhandene Arbeiter in Siegpunkte umgewandelt. Dazu kommen Punkte aus denjenigen Wissensplättchen, die sich auf die Schlusswertung beziehen. Sie sind von den bis dahin ausgelegten Plättchen einer Farbe abhängig.

## Zielgruppe und Spielprinzip
Die Burgen von Burgund verlangen die Entscheidung zwischen einer Vielzahl Optionen, die sich teilweise sofort, manchmal aber auch langfristig oder in der Schlusswertung auswirken. Dies und die Spieldauer von rund 90 Minuten machen es zu einem komplexen Spiel für erfahrenere Spieler, die sich in die Spielewelt eindenken wollen und können. Der Einsatz der Arbeiter und die große Zahl der Handlungsoptionen reduzieren das Glücksprinzip der Würfel, können es aber insbesondere am Ende einer Phase, wenn viele Felder bereits leer sind, nicht ganz aufheben.
Die Interaktion zwischen den Mitspielern ist anfangs nicht offensichtlich, für einen Vertreter des Genres aber relativ hoch, wenn auch indirekt. Spieler konkurrieren von Anfang an um die begrenzt verfügbaren Plättchen; es gibt einen Wettlauf, bestimmte gleichfarbige Regionen als erster fertigzustellen, um Bonuspunkte zu erhalten; außerdem ist die vorteilhafte Position der Startspieler häufig umkämpft. Erfahrene Spieler müssen immer ein Auge auf die Auslage der Gegner haben. So kann es unter Umständen sinnvoll sein, einem Mitspieler durch einen für sich selbst suboptimalen Zug ein Plättchen wegzunehmen, wenn dieser durch dieses sehr viele Siegpunkte erhalten würde.